# Stephan Lichtsteiner
Stephan Lichtsteiner (født 16. januar 1984 i Adligenswil) er en schweizisk fodboldspiller, der spiller som højre back hos den Engelske klub Arsenal FC, som han har spillet for siden 2018. Tidligere har han optrådt for franske Lille OSC og for S.S. Lazio.
Lichtsteiner blev i 2003 schweizisk mester med Grasshopper. I 2009 vandt han med Lazio den italienske pokalturnering Coppa Italia.
Den 5. maj 2018 skiftede Lichtsteiner til Arsenal på en fri transfer.

## Landshold
Lichtsteiner står (pr. 5. oktober 2013) noteret for 99 kampe og 8 scoringer for Schweiz' landshold, som han debuterede for den 11. november 2006 i en venskabskamp mod Brasilien. Han var en del af landets trup til både EM i 2008 på hjemmebane, VM i 2010 i Sydafrika, VM i 2014 i Brasilien, EM 2016 i Frankrig og VM 2018 i Rusland.

## Personlige liv
Lichtsteiner er gift med Manuela som er økonom og fitness instruktør, og de har en datter, Kim, som blev født 30. januar 2011 i Schweiz.
Lichtsteiner har fået kælenavnet "Forrest Gump".

## Titler
Schweizisk Liga
- 2003 med Grasshopper

Coppa Italia
- 2009 med Lazio

Serie A
- Alle sæsoner fra 2011-2016, har Lichtsteiner vundet Serie A med Juventus